# مانا ناکاو
مانا ناکاو (انگلیسی: Mana Nakao؛ زادهٔ ۲ سپتامبر ۱۹۸۶) بازیکن فوتبال اهل ژاپن است.
از باشگاه‌هایی که در آن بازی کرده‌است می‌توان به باشگاه فوتبال سانفریس هیروشیما اشاره کرد.